# Omnivoropteryx
Omnivoropteryx (Омнівороптерикс, що означає «всеїдний крилатий») — рід примітивних птахів, що відомі виключно з формування Jiufotang з Китаю. Рід і єдиний вид Omnivoropteryx sinousaorum описані у 2002 році Стівеном Черкасос і Цян Цзі. Можливо є молодшим синонімом Sapeornis.

## Опис
Єдиний виду — О. sinousaorum показує цікаве поєднання спеціалізованих ознак: ноги були короткими і добре підходили для сидіння на гілках, а крила були довгими, що наводить на думку, що їм не було потрібно розбігатись або стрибати для того щоб взлетіти у повітря. Його череп, з іншого боку, був схожий на деяких ранніх овірапторозаврів, який мав дзьоб призначений для дроблення і розрив з зубами на кінці верхньої щелепи. Таким чином, вид, можливо, був всеїдними опортуністом (як випливає з назви), використовуючи широкий спектр джерел їжі, на відміну від інших ранніх птахів, які були активними хижаками дрібних тварин.